# The Whitest Boy Alive
The Whitest Boy Alive är ett popband från Berlin, Tyskland, bildat 2003. Det består av basisten Marcin Öz, trummisen Sebastian Maschat, keyboardisten Daniel Nentwig och sångaren och gitarristen Erlend Øye (även i Kings of Convenience). Bandets debutalbum Dreams gavs ut 2006. Uppföljaren Rules släpptes 2009.

## Diskografi

### Album
- 2006 – Dreams
- 2009 – Rules

### Singlar
- Sudden Rush (2003)
- Sheltered Life (2003)
- The Black Keys Work (2004)